# Strefa zero

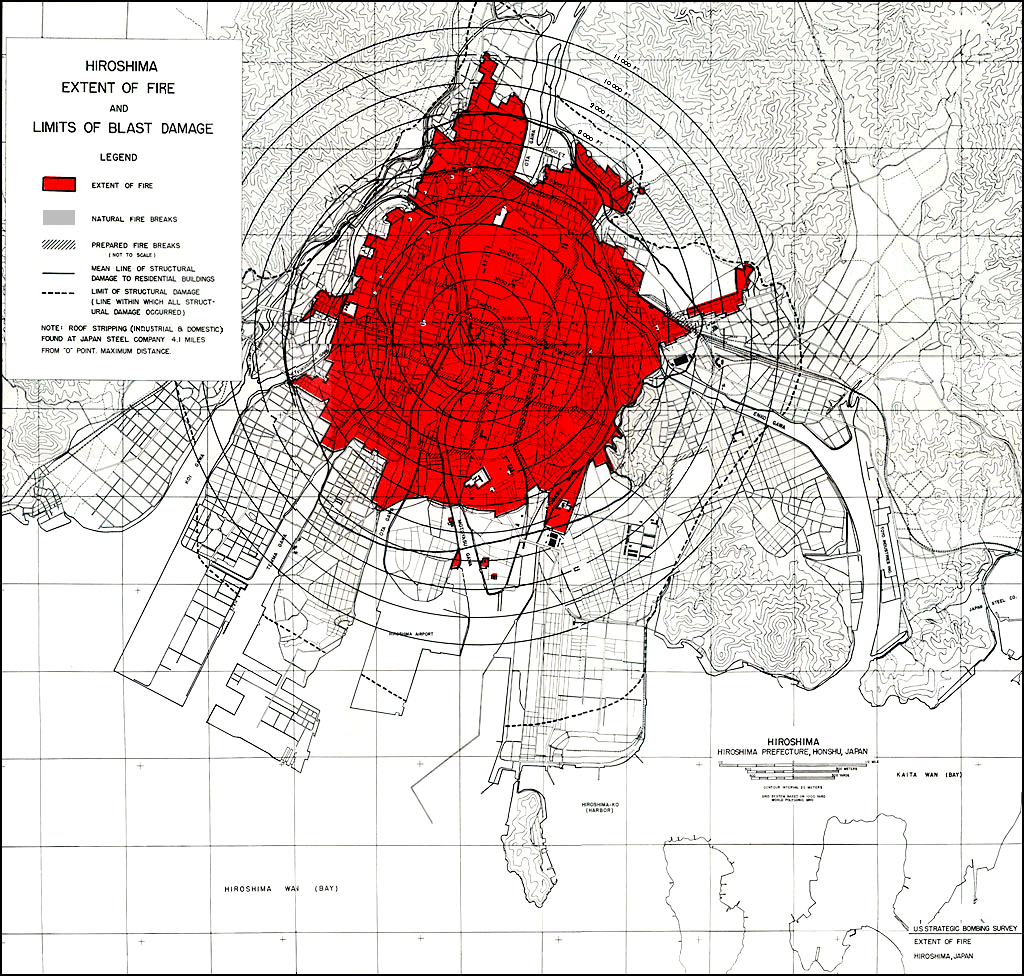
Mapa ilustrująca efekty ataku atomowego na Hiroszimę – strefa zero wybuchu znajduje się w środku koncentrycznych kręgów

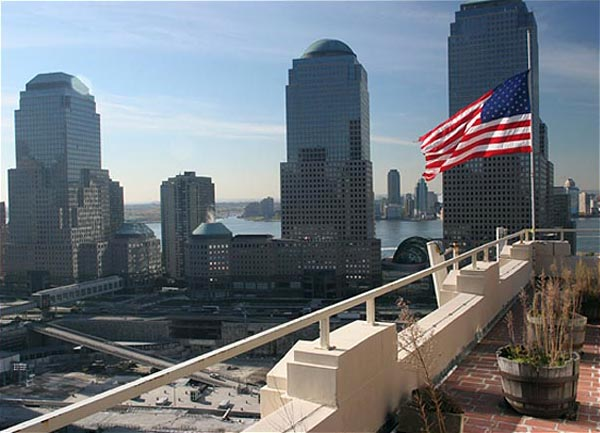
Strefa zero w Nowym Jorku (stan z 2004)

Strefa zero – miejsce na powierzchni ziemi, gdzie miała miejsce eksplozja jądrowa. W przypadku eksplozji ponad ziemią, strefa zero obejmuje miejsce bezpośrednio pod eksplozją.
Strefa zero jest zazwyczaj kojarzona z eksplozjami pocisków nuklearnych i innych większych bomb, ale terminu używa się również w związku z trzęsieniami ziemi, epidemiami i innymi nieszczęściami o charakterze masowym, aby zaznaczyć punkt o najpoważniejszych zniszczeniach lub obrażeniach. Zniszczenia stopniowo maleją w miarę oddalania się od tego punktu.

## Historia
Początki określenia „strefa zero” wiążą się z Projektem Manhattan i bombardowaniem Japonii. Oksfordzki Słownik Angielskiego, cytując użycie tego terminu w raporcie New York Times z 1946 r. dotyczącym zniszczenia Hiroszimy, definiuje strefę zero jako „taką część ziemi, która jest usytuowana bezpośrednio w miejscu uderzenia bomby, szczególnie atomowej”.

## „Strefa zero” w Nowym Jorku
Terminem „strefa zero” (ang. ground zero) określa się również miejsce w Nowym Jorku, w którym do czasu zamachów z 11 września 2001 stało World Trade Center.